# Malanti Chiefs FC
Malanti Chiefs Football Club w skrócie Malanti Chiefs FC – suazyjski klub piłkarski grający w drugiej, a niegdyś w pierwszej lidze suazyjskiej, mający siedzibę w mieście Lobamba.

## Sukcesy
- Puchar Eswatini[1]:
  - zwycięstwo (1): 2008.
  - finał (2): 2005, 2006.

## Występy w afrykańskich pucharach
| Sezon | Rozgrywki           | Runda   | Kraj                          | Klub                         | Dom | Wyjazd | Dwumecz |
| ----- | ------------------- | ------- | ----------------------------- | ---------------------------- | --- | ------ | ------- |
| 2009  | Puchar Konfederacji | wstępna | Mozambik                      | Atlético Muçulmano da Matola | 5–1 | 0–1    | 5–2     |
| 2009  | Puchar Konfederacji | 1       | Demokratyczna Republika Konga | AS Vita Club                 | 1–3 | 0–3    | 1–6     |

## Stadion
Domowe mecze klub rozgrywa na stadionie o nazwie Somholo National Stadium w Lobambie. Stadion może pomieścić 20000 widzów.